# Love, Hell or Right
Albums de Sadat X
No Features
(2011) Never Left
(2015)
Singles
1. This Is Our Thing
Sortie : 2012

Love, Hell or Right est le huitième album studio de Sadat X, sorti le 4 décembre 2012.

## Liste des titres
| No  | Titre               | Contient un (des) sample(s) de             | Durée |
| --- | ------------------- | ------------------------------------------ | ----- |
| 1.  | Love, Hell or Right |                                            | 4:09  |
| 2.  | This Is Our Thing   |                                            | 2:47  |
| 3.  | G Lanes             |                                            | 2:31  |
| 4.  | Plan of Attack      |                                            | 2:39  |
| 5.  | We Right Here       |                                            | 3:11  |
| 6.  | The Location        |                                            | 3:04  |
| 7.  | The K               |                                            | 4:08  |
| 8.  | Ghetto Bird         |                                            | 4:28  |
| 9.  | Eyes Straight       |                                            | 3:19  |
| 10. | How I Used to Be    | Can't We Smile de Johnny « Hammond » Smith | 4:27  |
| 11. | Reefer Madness      |                                            | 3:17  |
| 12. | Follow da Money     |                                            | 2:59  |
| 13. | Daily 1,2           |                                            | 3:15  |
| 14. | Here I Am           |                                            | 2:36  |